# Robert Morrison (zendeling)

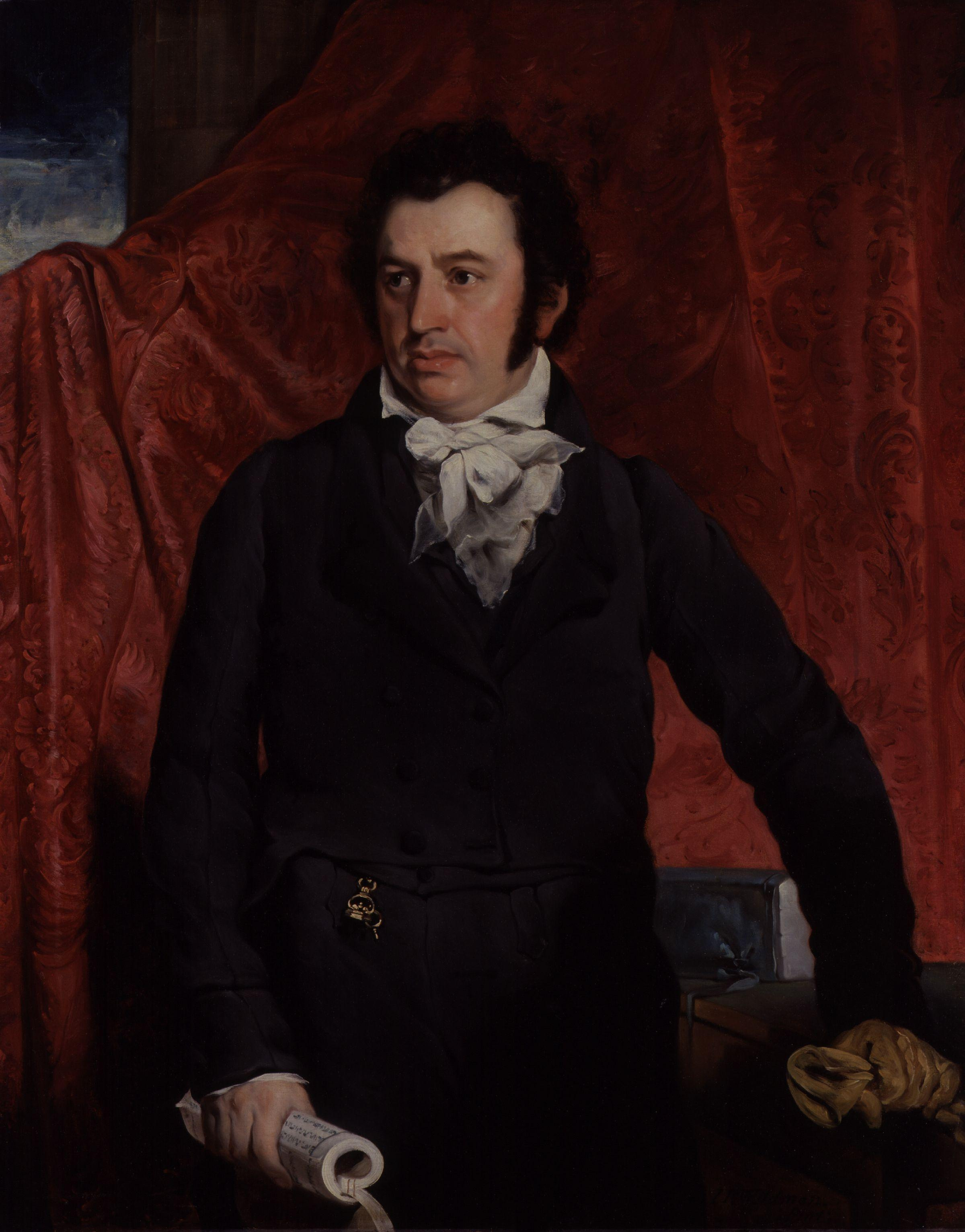
Robert Morrison

 Robert Morrison, (5 januari 1782, Bullers Green, nabij Morpeth, Northumberland – 1 augustus 1834 in Kanton) was de eerste protestantse zendeling in China. De verdienste van Morrison is vooral dat hij voor de zending in China geestdrift wist te wekken bij Europese en Amerikaanse protestantse kerken. Hij wist in China een aantal institutionele kaders te scheppen, waar zendelingen die na hem arriveerden op konden steunen.
Hij heeft veel gepubliceerd, zowel in het Engels als in het Chinees. De eerste complete vertaling in het Chinees van de gehele bijbel is van zijn hand. Tijdens de missie van de jezuïeten in China in de zeventiende eeuw en achttiende eeuw waren al veel bijbelteksten vertaald. Die vertalingen hadden in China echter maar een zeer beperkte verspreiding gehad. Zij speelden vooral een rol in het intellectuele debat met de literati, de geletterde elite van het land. Morrison begon vertalingen en christelijke traktaten in relatief  grote oplagen te laten drukken en die zoveel mogelijk te verspreiden. Dat was  een nieuwe ontwikkeling in de geschiedenis van het christendom in China.

## Jeugd en opleiding
Robert Morrison werd geboren in een gezin met in totaal acht kinderen. In 1785 verhuisde het gezin naar Newcastle upon Tyne. Zijn vader had een inkomen als maker van rijlaarzen en hoefsmid. Hij groeide op in een streng gelovig presbyteriaans gezin. Morrison had in zijn vroege jeugd een aantal religieuze ervaringen. Hij werkte in de zaak van zijn vader, maar alle vrije tijd werd besteed aan het lezen van boeken over het geloof. Dat trok de aandacht van een plaatselijke geestelijke die hem lessen ging geven in Latijn, Grieks en Hebreeuws.
In 1803 verhuisde hij naar Londen en schreef zich in bij Hoxton, het belangrijkste opleidingsinstituut van de Engelse dissenters. Het prediken van het evangelie en een toekomstig bestaan als predikant zag hij als de missie van zijn leven. Enige tijd later definieerde hij dat als een missionaris voor de heidenen. Nog op Hoxton begon hij Chinees te leren.
Vanaf 1804 was hij werkzaam bij het  Londens Zendingsgenootschap. Hij werd naar Gosport gezonden voor een verdere training en opleiding. Na enige tijd keerde hij terug naar Londen en liep stage in een ziekenhuis en studeerde astronomie bij het Koninklijk Observatorium van Greenwich. Hij bekwaamde zich verder in het Chinees door bijbelteksten te lezen die door jezuïeten, verbonden aan de missie van de jezuïeten in China eerder in het Chinees vertaald waren.

## Eerste periode in China

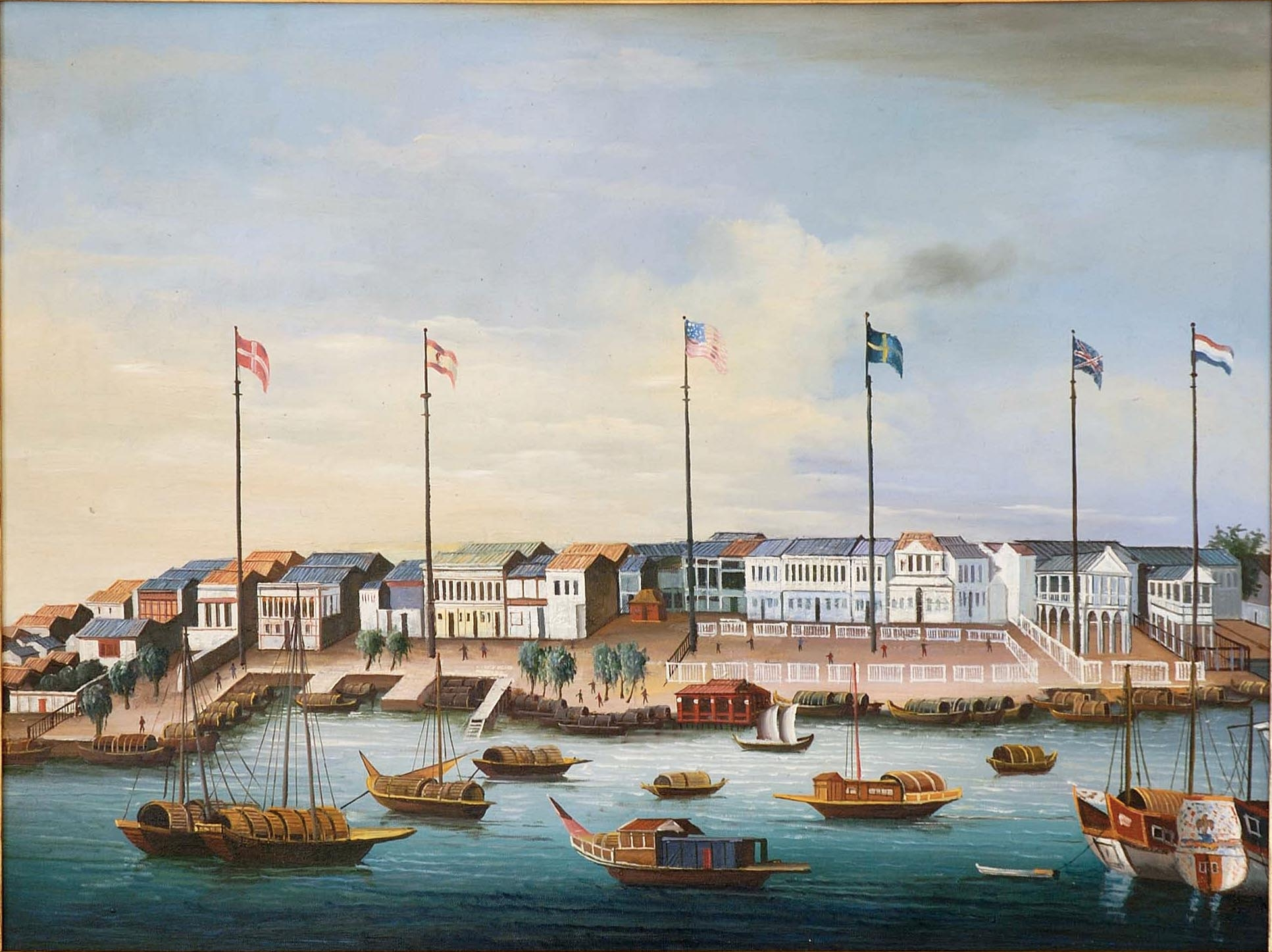
De Dertien Factorijen in Kanton, rond 1820, met de handelsposten van Denemarken, Spanje, de Verenigde Staten, Zweden, Groot-Brittannië en Nederland.

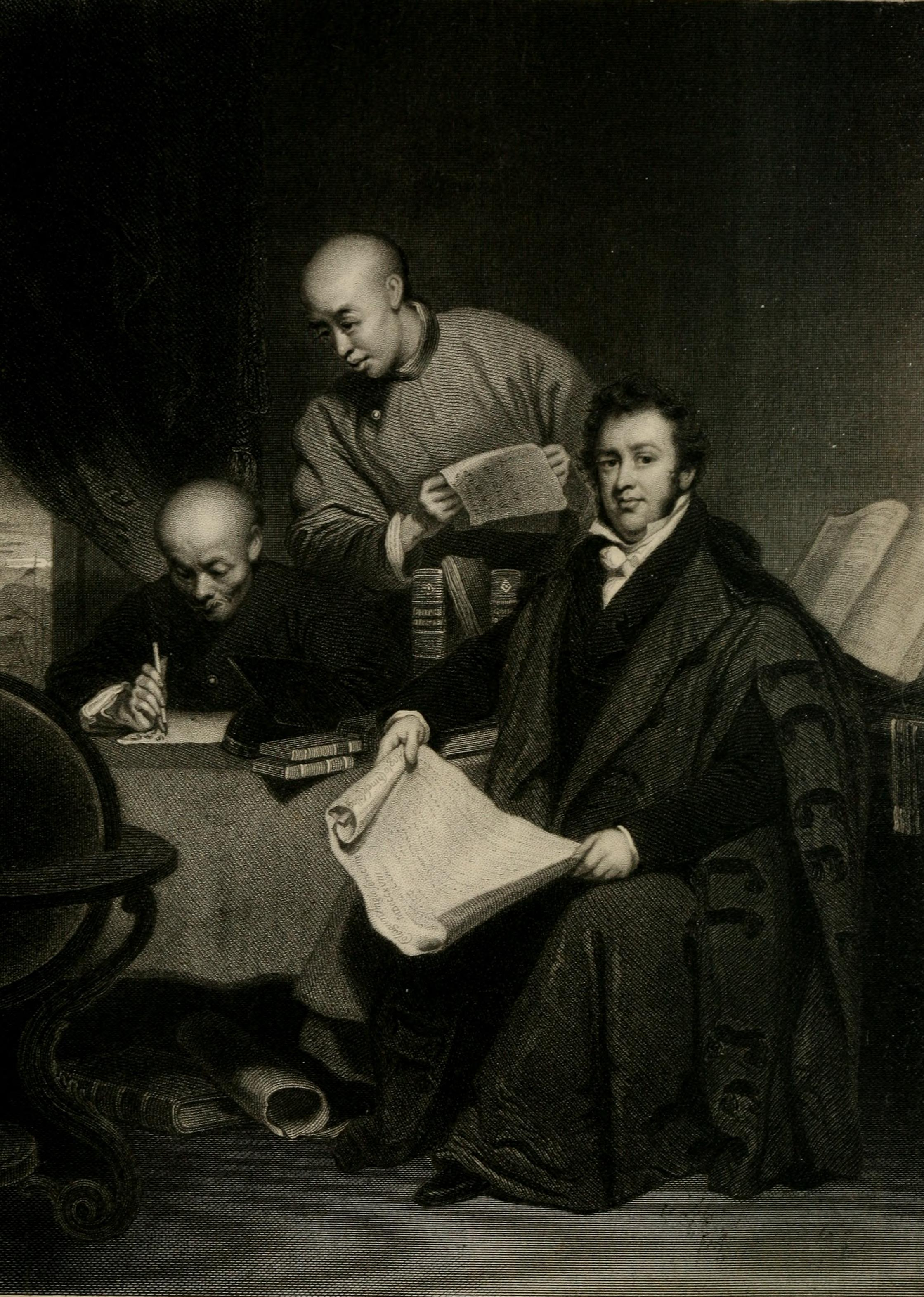
Morrison met een aantal Chinese assistenten aan het werk bij vertaalwerkzaamheden

In 1807 vertrok hij naar China. Hij moest daarvoor eerst naar New York reizen, aangezien het beleid van  Britse Oost-Indische Compagnie uitsloot dat het missionarissen naar China vervoerde. In september dat jaar arriveerde hij in Macau en enkele weken later in het district van de Dertien Factorijen van Kanton. Dat waren ook de enige plaatsen in China, waar Europeanen en Amerikanen konden verblijven en handelen.
Morrison had goede relaties met de westerse kooplieden en trad op als intermediair tussen de Amerikaanse en Europese handelaren enerzijds en Chinese functionarissen anderzijds. Hij vertaalde Chinese documenten in het Engels en Engelse religieuze literatuur in het Chinees. Hij trachtte een aantal Kantonezen die hij in zijn werk ontmoette te informeren over het evangelie. Dat moest op voorzichtige wijze. Op het Chinese platteland waren nog enige rooms-katholieke gemeenschappen die min of meer gedoogd werden. Het uitoefening van christendom was echter in deze periode in China in formele zin verboden. Met name het maken van nieuwe bekeringen kon als een misdrijf bestraft worden. Hij wist zich te verzekeren van enkele Chinese leraren en met hun hulp bekwaamde hij zich verder in zowel Mandarijn als Kantonees.
In 1809 trouwde hij met Mary Morton en werd tevens de officiële vertaler van het Uitvoerend Comité van de Britse Oost-Indische Compagnie in Kanton. Zijn vrouw moest in Macau verblijven, aangezien er geen Europese vrouwen in het district van de Dertien Factorijen werden toegelaten. In zijn werk als officiële vertaler was hij onder meer verantwoordelijk voor de vertaling van de zogenaamde  Peking Gazet, een periodiek met officiële mededelingen van de Chinese overheid. De mededelingen in de gazet waren van zeer grote waarde voor de handelaren in Kanton en zouden ook voor latere zendelingen een belangrijke bron voor informatie zijn.
Met financiële ondersteuning van Britse religieuze fondsen liet hij in het Chinees vertaalde bijbelteksten en traktaten drukken en waar mogelijk verspreiden. Hij achtte het ook noodzakelijk om de leidinggevenden in Londen van het  Londens Zendingsgenootschap te voorzien van vertalingen van de klassieke Chinese literatuur, zoals de Vijf Klassieken, die de kern vormen van de canon van het confucianisme.
In 1814 besloot het Uitvoerend Comité  van de Britse Oost-Indische Compagnie in Londen dat de formele relatie die de Compagnie had met Morrison toch te gevaarlijk was. De verspreiding onder zijn verantwoordelijkheid van bijbelteksten en traktaten was tegen de Chinese wet en op die wijze zou de Compagnie te veel risico lopen. Het Comité realiseerde zich echter ook hoe waardevol Morrison voor de Compagnie was, dus het ontslag werd gedefinieerd als formeel, maar niet als feitelijk. Hij zou de Compagnie ook verder dienen, maar vanaf dat moment op een wijze dat zijn naam niet meer verbonden kon worden aan die van de Compagnie.  In 1816 kreeg hij de kans een aanzienlijk groter deel van China te zien toen hij als vertaler meereisde met de – totaal mislukte - missie van William Amherst naar Peking.

## Periode in Groot-Brittannië
In 1823 keerde hij voor een verblijf van enkele jaren terug naar Groot-Brittannië. Hij werd op bijeenkomsten op grootse wijze onthaald als de pionier van de protestantse zending in China en als een van de inmiddels belangrijkste sinologen van zijn tijd. Morrison gebruikte deze jaren onder meer voor het pleiten voor het stichten van een instituut voor Chinese studies in Groot-Brittannië. Met steun van onder meer William Wilberforce wist hij voldoende fondsen te verzamelen om het Taleninstituut voor Oost- en Zuidoost-Azië te realiseren, waar hij zelf ook Chinees doceerde.

## Tweede periode in China

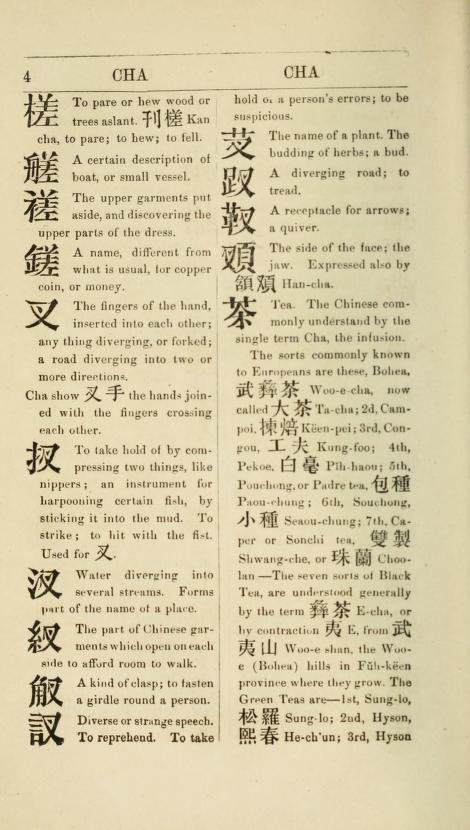
Pagina uit het door Morrison gecreëerde woordenboek Chinees-Engels

In 1826 keerde hij met zijn – inmiddels tweede - vrouw terug naar Kanton. Hij hernieuwde de contacten met vooral een aantal Amerikaanse handelaren en trachtte om samen hen ook een aanwezigheid van Amerikaanse zendelingen te realiseren. Er werd een beroep gedaan op de American Board of Commissioners for Foreign Missions om zendelingen te zenden. In het toen aanwezige culturele klimaat van de Second Great Awakening in de Verenigde Staten kreeg dat een positief onthaal.
De eerste twee Amerikaanse zendelingen die in 1830 arriveerden waren Elijah Coleman Bridgman en David Abeel. De laatste vertrok in 1831 naar Java en zou daarna pas weer  van 1841-1845 in China werkzaam zijn. Brigdman en Morrison stichtten de Christian Union in China, een organisatie die in de decennia daarna zich richtte op institutionele steun voor activiteiten van Britse en Amerikaanse zendelingen. Bridgeman begon in 1832 met de publicatie van The Chinese Repository, een periodiek verschijnend tijdschrift om de zendelingen te informeren over de geschiedenis en cultuur van China. Het was  het eerste sinologische vakblad in de wereld. Morrison en Bridgeman schreven gezamenlijk een oproep onder de titel  Adress to the Churches of Christ in Europe and America and Elsewhere. Het beschreef de situatie  van de zending in Oost- en Zuidoost-Azië  en riep de kerken in het westen op om de zending uit te breiden door meer zendelingen te zenden.
In 1833 werd de monopoliepositie die de Britse Oost-Indische Compagnie in de handel met China had beëindigd en werd Lord Napier door de Britse regering op een diplomatieke missie naar China gezonden om mogelijkheden voor handel door Britse handelaren in het Chinese binnenland te bepleiten. Morrison was op het moment van aankomst van Napier in Macau en verkeerde toen al in een slechte gezondheid. Hij vergezelde Lord Napier toch als de belangrijkste vertaler van die missie naar Kanton. Na aankomst in Kanton overleed Morrison op 31 juli 1834. Zijn werkzaamheden voor de Britse Oost-Indische Compagnie werden overgenomen door Karl Gützlaff.

## Publicaties
Morrison heeft veel gepubliceerd. Daaronder is een Chinees-Engels woordenboek, een aantal publicaties over de Chinese taal en vooral grammatica en een vocabulaire van het Kantonees. Daarnaast zijn er een aantal werken die handelen over de geschiedenis van China.  Hij schreef samen met Liang Fa, de eerste Chinese evangelist een groot aantal traktaten die verspreid werden.
Grote delen van het Nieuwe Testament waren al eerder door de jezuïeten in het Chinees vertaald, waarvoor de Vulgaat de basis was geweest. In 1813 publiceerde Morrison de eerste complete Chinese vertaling van het Nieuwe Testament, gebaseerd op de Griekse tekst van de Textus Receptus. In 1823 kon de eerste complete vertaling van de gehele bijbel gepubliceerd worden.